# Retrato de mulher como Flora
Retrato de mulher como Flora é uma pintura a óleo sobre tela realizada por Giovanni Tiepolo, representando a ninfa Flora. O quadro tem as dimensões de 88.3 x 69.9 cm. A pintura terá sido encomendada ao artista pela imperatriz Isabel da Rússia (1709-1762) em 1760. Crê-se que o quadro teve como modelo Orsetta, a filha mais nova de Tiépolo.
A obra estava escondida num recanto de um castelo francês desde o século XIX pois terá sido considerada pouco apropriado pelos avós dos atuais proprietários do castelo onde foi encontrado, por mostrar uma mulher com o peito nu. O quadro foi a leilão na Christie's de Londres em 3 de Dezembro de 2008 com uma base de licitação de 900 mil libras. Foi adquirido por um particular por 2,8 milhões de libras (3,3 milhões de euros), o preço mais alto de sempre de uma obra de Tiepolo.